# مهندس الصوت

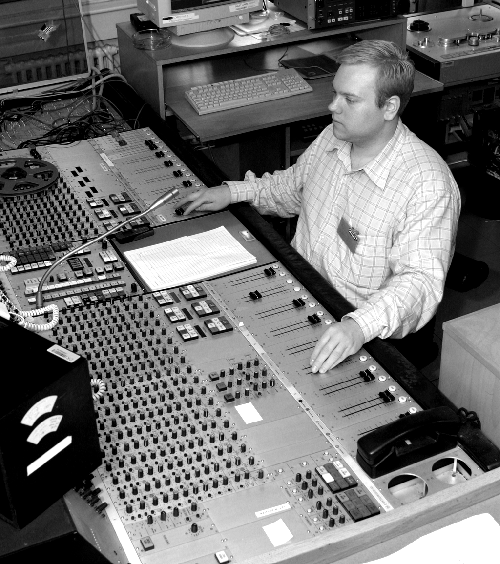
مهندس صوت في وحدة صوت.

وظيفة مهندس الصوت هي تسجيل وتعديل ودمج ونسخ وتقوية الصوت. يعمل مهندس الصوت على الجوانب التقنية في عملية تسجيل الصوت، وتوزيع أجهزة الميكروفون والتحكم في أزرار مضخم الصوت وضبط مستوياته. يستخدم المهندسون العديد من التقنيات لإنتاج الأصوات للأفلام والمذياع والتلفاز والموسيقى والمنتجات الالكترونية، والألعاب الحاسوبية.